# Jump-Up
El Jump Up es un subgénero del drum and bass que se hizo popular a mediados de los ‘90 y fue diseñado para ser tocado en las principales discotecas para que el público “salte” y baile. Se caracteriza por sus líneas de graves que tienen un pitch LFO sobre ellas que da a los sub-graves un sonido “tembloroso” acompañado por loops de tambores acelerados.
Mientras algunos críticos concluyen que este subgénero del Drum and Bass es más accesible para oyentes ocasionales con una base de fanes consistente mayormente de jóvenes ravers, el Jump-Up está actualmente más vinculado a la época de auge del Drum and Bass (1996-1997), conocida por su “calidez” a través de sus notables beats y melodías, y más simples líneas de graves.
Antiguos ejemplos incluyen “Super Sharp Shooter” de Dj Zinc o su remix del tema “Ready Or Not” de Fugees, que también samplea Redman en la versión original de su primera colaboración con Method Man, “How High”. El uso extensivo de samples Hip Hop fue común en el Jump-Up a finales de los ‘90.
Uno de los productores más representativos de este género es Levela, con temas como (Marmite motorway) y (Darkness).
Que actualmente se afianza un gran puesto en la historia reciente del Jump-Up.
- Datos: Q46649